# ジョン・ムーニー (バスケットボール)
ジョン・パトリック・ムーニー（John Patrick Mooney, 1998年3月20日 - ）は、アメリカ合衆国メリーランド州ボルチモア出身のプロバスケットボール選手。B.LEAGUEの千葉ジェッツふなばしに所属している。ポジションはパワーフォワード。

## 経歴

### カレッジ
ノートルダム大学では4年目の2019-20シーズンに12試合連続でダブル・ダブルを記録し、大学記録を更新。オールACCファーストチームに選出された。

### パース・ワイルドキャッツ
2020年のNBAドラフトでは指名がなく、ドラフト後にNBLのパース・ワイルドキャッツと契約した。
2020-21シーズンは、ワイルドキャッツの選手としては2007年以来となるシーズン平均でのダブル・ダブル、NBL歴代3位となるシーズン480リバウンドを記録した。チームはグランドファイナルに進出し、メルボルン・ユナイテッドに敗れて優勝を逃した。

### 千葉ジェッツふなばし
2021年7月15日にB.LEAGUEの千葉ジェッツふなばしと契約した。
2021-22シーズン終了後、千葉と再契約した。